# ایستگاه راه‌آهن ویسبادن
ایستگاه راه‌آهن ویسبادن (آلمانی: Wiesbaden Hauptbahnhof) یک ایستگاه قطار در شهر ویسبادن، آلمان است.
این ایستگاه که در سال ۱۹۰۶ تاسیس شده به راه‌آهن سراسری آلمان متصل است.

## نگارخانه

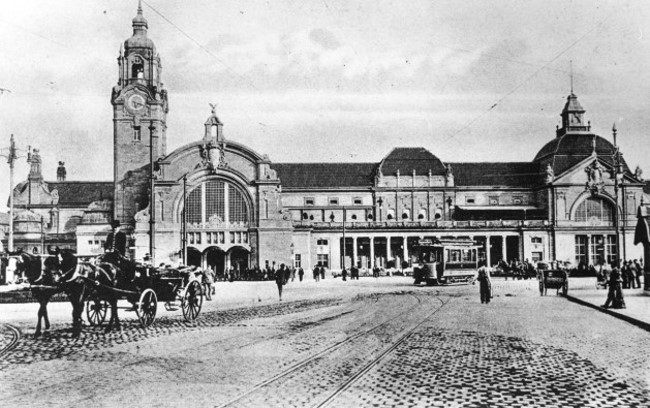
1906
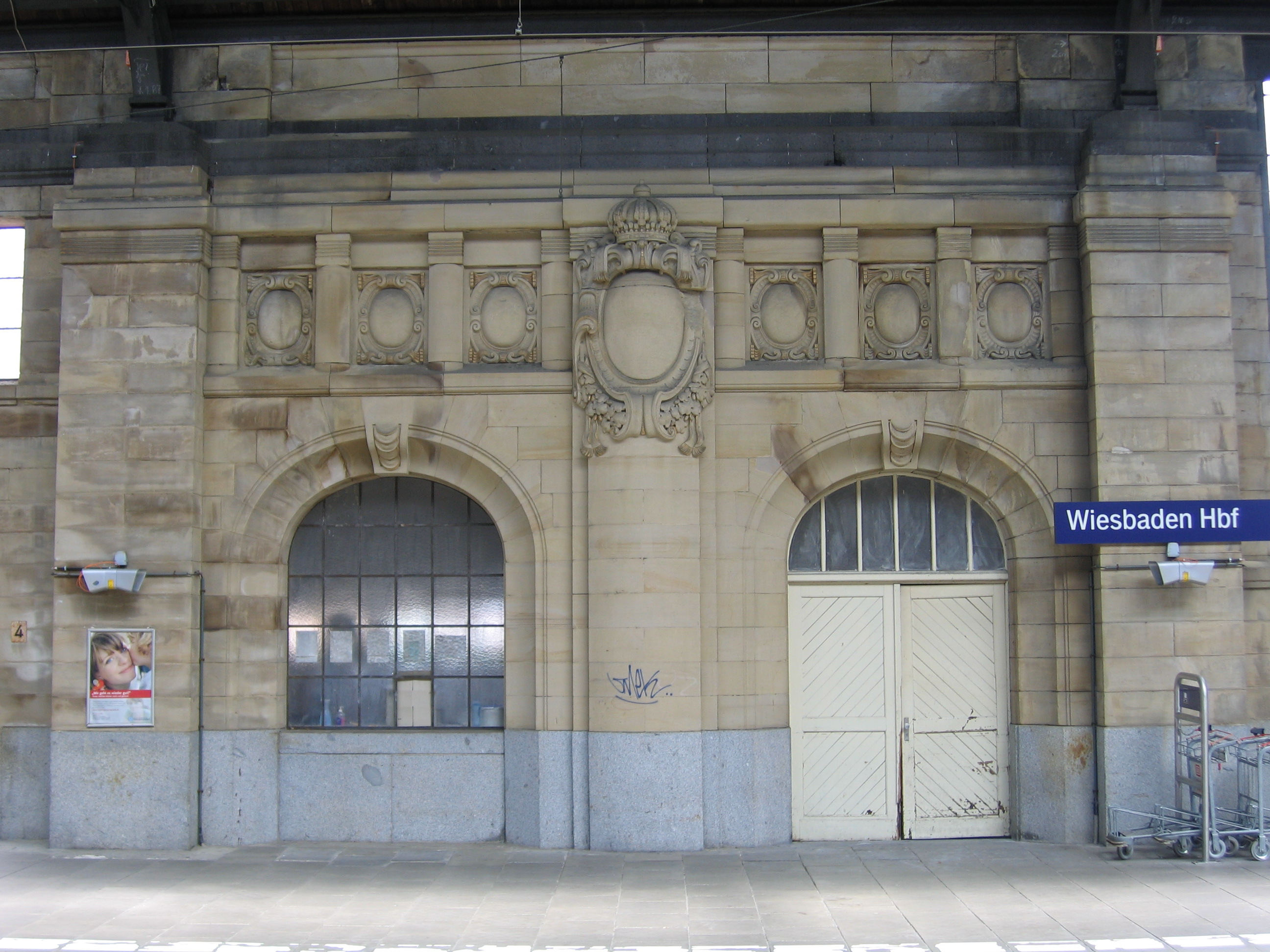
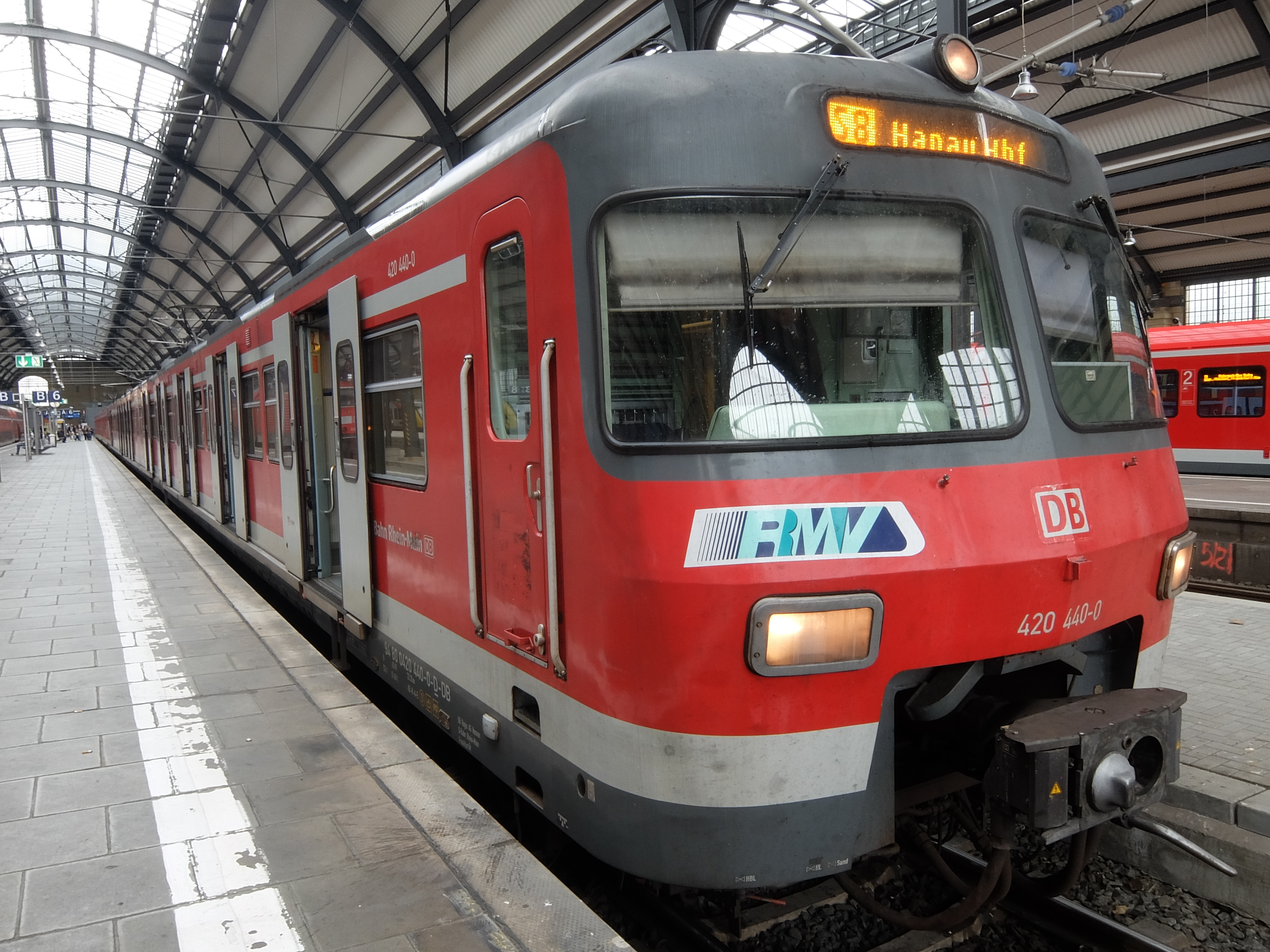
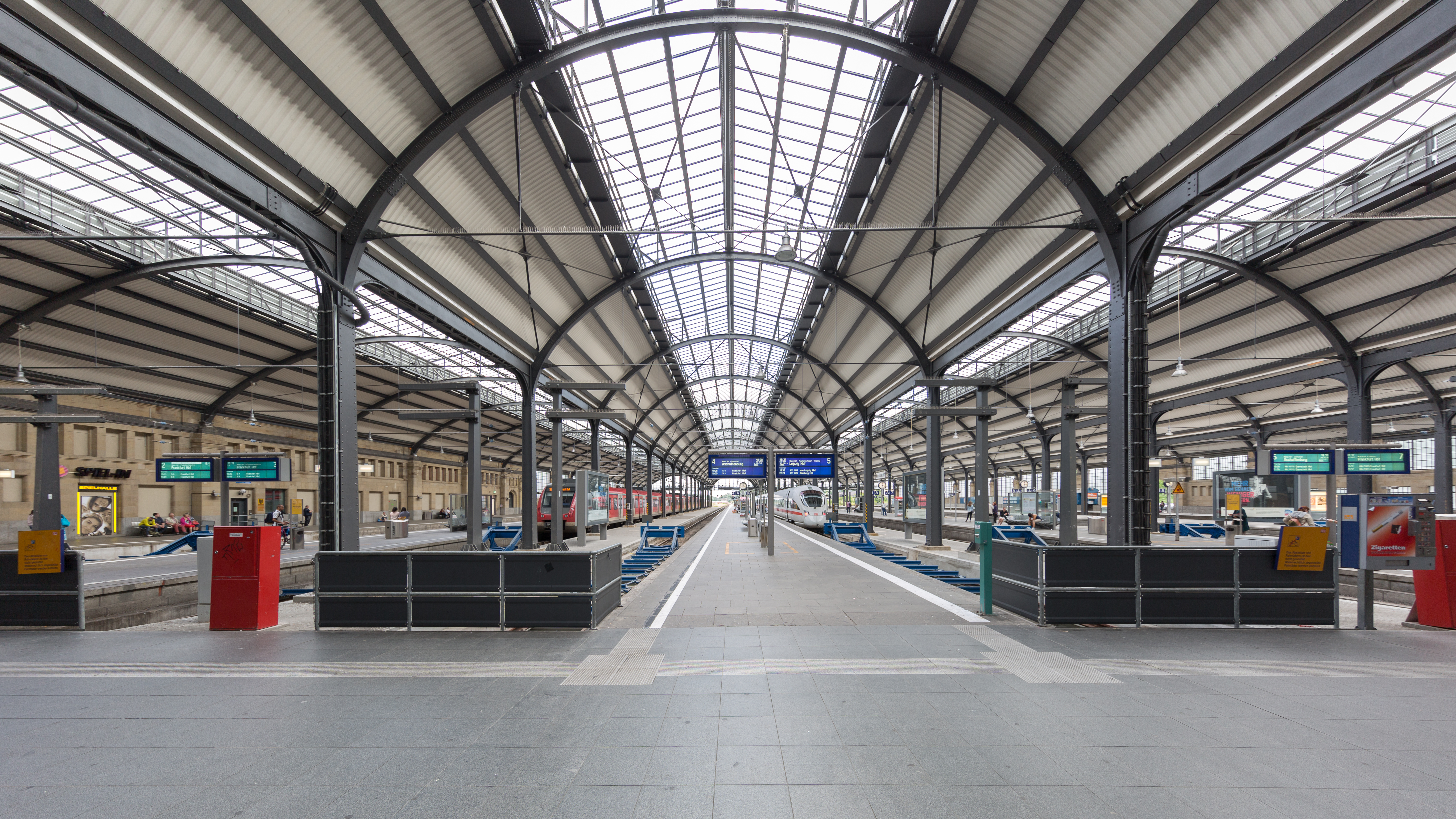